# Grémecey
Grémecey é uma comuna francesa na região administrativa de Grande Leste, no departamento de Mosela. Estende-se por uma área de 9,04 km². Em 2010 a comuna tinha 105 habitantes (densidade: 11,6 hab./km²).